# 3219 Komaki
3219 Komaki eller 1934 CX är en asteroid i huvudbältet, som upptäcktes 4 februari 1934 av den tyske astronomen Karl Wilhelm Reinmuth i Heidelberg. Den har fått sitt namn efter den japanske astronomen Kojiro Komaki.
Asteroiden har en diameter på ungefär 15 kilometer.